# The Weather Man (soundtrack)
The Weather Man (Music from the Motion Picture) is de originele soundtrack, gecomponeerd door Hans Zimmer voor de film The Weather Man uit 2005 van Gore Verbinski. Het album werd uitgebracht op 5 april 2022 op compact disc door La-La Land Records. In 2024 verscheen het album op de audiostreaming-diensten Spotify, Tidal en YouTube Music.
De filmmuziek werd mede gecomponeerd door James S. Levine (vermeld als co-componist) met aanvullende muziek van David Baerwald. De opnames vonden plaats in de Henson Recording Studios, Newman Scoring Stage en Remote Control Productions.

## Tracklijst
| Nr. | Titel                      | Componist(en)                                                  | Duur |
| --- | -------------------------- | -------------------------------------------------------------- | ---- |
| 1.  | Refreshing                 | Hans Zimmer & James S. Levine                                  | 3:42 |
| 2.  | Daily Routine              | Hans Zimmer                                                    | 1:07 |
| 3.  | I Have A Plan              | Hans Zimmer & Melissa Muik                                     | 2:39 |
| 4.  | A Fine Father              | Hans Zimmer & James S. Levine                                  | 2:02 |
| 5.  | Shelly's Lesson            | David Baerwald                                                 | 1:02 |
| 6.  | Frustrations               | Hans Zimmer, James S. Levine, David Baerwald & Martin Tillman  | 3:04 |
| 7.  | Family Winterfest          | David Baerwald & Martin Tillman                                | 2:28 |
| 8.  | 19th Century Noble Man     | Hans Zimmer                                                    | 2:49 |
| 9.  | Driving With Dad           | Hans Zimmer                                                    | 3:17 |
| 10. | Bad News                   | Hans Zimmer & James S. Levine                                  | 0:40 |
| 11. | Tartar Sauce               | Clay Duncan                                                    | 2:08 |
| 12. | Can We Shop Here?          | Hans Zimmer                                                    | 0:40 |
| 13. | Shelly Goes New York Style | David Baerwald                                                 | 3:58 |
| 14. | Something About Bob        | Hans Zimmer & Martin Tillman                                   | 2:12 |
| 15. | Good Morning Mirror        | Hans Zimmer, David Baerwald & Clay Duncan                      | 1:29 |
| 16. | Hot Apple Pie              | Hans Zimmer & James S. Levine                                  | 1:13 |
| 17. | Accuracy Equals Focusing   | James S. Levine & Martin Tillman                               | 3:12 |
| 18. | Clowns                     | Hans Zimmer, James S. Levine, David Baerwald & Ryeland Allison | 1:33 |
| 19. | Always Fast Food           | Hans Zimmer                                                    | 1:24 |
| 20. | Funeral                    | James S. Levine & Martin Tillman                               | 2:00 |
| 21. | Who Knows                  | Hans Zimmer                                                    | 1:53 |
| 22. | Right On Target            | Hans Zimmer                                                    | 0:48 |
| 23. | The Weather Man            | Hans Zimmer                                                    | 6:15 |
| 24. | I Have A Plan (Alternate)  | Hans Zimmer & Melissa Muik                                     | 2:37 |
| 25. | Funeral (Alternate)        | James S. Levine & Martin Tillman                               | 1:59 |

## Belangrijkste muzikanten
- Ryeland Allison – drums
- Curt Bisquera – drums
- Jim Cox – keyboard
- Nathan East – basgitaar
- Heitor Pereira – gitaar
- Emil Richards – percussie
- Matt Rollings – keyboard
- Michael Thompson – gitaar
- Martin Tillman – cello